# Petit-duc de Porto Rico
Megascops nudipes
Genre
Espèce
Statut de conservation UICN

 LC  : Préoccupation mineure
Statut CITES
Le Petit-duc de Porto Rico (Megascops nudipes) est une espèce d'oiseau nocturne endémique de l’archipel de Porto Rico appartenant au genre Megascops de la famille des Strigidae.

## Description
Le Petit-duc de Porto Rico est un petit hibou au dos marron et à la face ventrale brun clair à blanc avec des lignes marron et des sourcils blancs. Le dimorphisme sexuel est peu marqué, les femelles étant légèrement plus grandes que les mâles. En moyenne, les mâles pèsent 137 g et les femelles 143 g. L’espèce mesure de 23 à 25 cm de longueur.

## Répartition
L’espèce est commune sur l’île de Porto Rico mais beaucoup plus rare sur les îles voisines de Vieques et Culebra. Comme pour la majorité des oiseaux de Porto Rico, on pense qu’il était nettement plus abondant avant que les forêts soient rasées pour faire place à l’agriculture au début du XXe siècle. Il habite les forêts avec de grands arbres creux comme dans la forêt nationale des Caraïbes.

## Nidification
La saison de reproduction s’étend d’avril à juin. Le petit-duc niche dans des troncs creux et un ou deux œufs sont pondus par nid.

## Alimentation
Il se nourrit de gros insectes, de petits oiseaux, de geckos et de petits rongeurs.

## Comportement
Il chante alors qu’il est caché dans un feuillage dense, typiquement à l’aube. Son bruyant « cou-cou » lui vaut le nom d’oiseau coucou aux îles Vierges.

## Systématique
L’espèce fut décrite pour la première fois en 1800 par l’ornithologiste français François Marie Daudin dans son Traité élémentaire et complet d’Ornithologie, ou Histoire Naturelle des oiseaux comme Otus nudipes. Le nom de l’espèce, nudipes, fait référence à l’absence de plumes sur ces pattes et ses orteils, ce qui est peu commun parmi les espèces de Megascops. La sous-espèce M. n. newtoni, fut décrite en 1860 par Lawrence dans Annals of the Lyceum of Natural History et est considérée comme éteinte aujourd’hui. La validité de cette sous-espèce est parfois mise en question.
Le 25 juillet 2020, lors de la mise à jour 10.2 de sa taxonomie de référence, l'Union internationale des ornithologues a décidé de placer le Petit-duc de Porto Rico dans son propre genre, le genre Gymnasio.
D'après la classification de référence du Congrès ornithologique international (v. 14.1), le Petit-duc de Porto Rico possède 2 sous-espèces (ordre phylogénique) :
- Gymnasio nudipes nudipes (Daudin, 1800) ;
- Gymnasio nudipes newtoni (Lawrence, 1860).